# Halictus solitudinis
Halictus solitudinis är en biart som beskrevs av Ebmer 1975. Halictus solitudinis ingår i släktet bandbin, och familjen vägbin. Inga underarter finns listade i Catalogue of Life.